# Levilactobacillus brevis
Levilactobacillus brevis (früher Lactobacillus brevis) zählt zu den heterofermentativen Milchsäurebakterien. Es kommt in Kefir vor. Auch bei der Fermentation von Sauerkraut spielt es eine wesentliche Rolle. Dies gilt ebenfalls für den Sauerteig. Bei anderen fermentierten Lebensmitteln wie Salzgurken kann es ebenfalls vorkommen. In der Brauwirtschaft ist das hopfenresistente Bakterium als Bierverderber gefürchtet. Es verursacht im Bier einen bitteren Fehlgeschmack. Landwirtschaftlich kann es als Hilfsstoff in der Silage verwendet werden, um durch Säuerung die aerobe Stabilität zu erhöhen. Das Bakterium wird von der EFSA als sicher eingestuft, da es keine klinische Relevanz besitzt. Lactobacillus brevis gehört zur normalen Vaginalflora gesunder Frauen.